# Epsilon Crucis
Epsilon Crucis (ε Cru / ε Crucis / Epsilon Crucis) è una stella di quarta magnitudine e di classe spettrale K3III appartenente alla costellazione della Croce del Sud. Viene talvolta denominata Intrometida ("Intrusa") in portoghese, e Juxta Crucem (dal latino: "presso la Croce"), o semplicemente Juxta, in spagnolo.
È una gigante arancione, situata a circa 228 anni luce dalla Terra.

## Caratteristiche fisiche

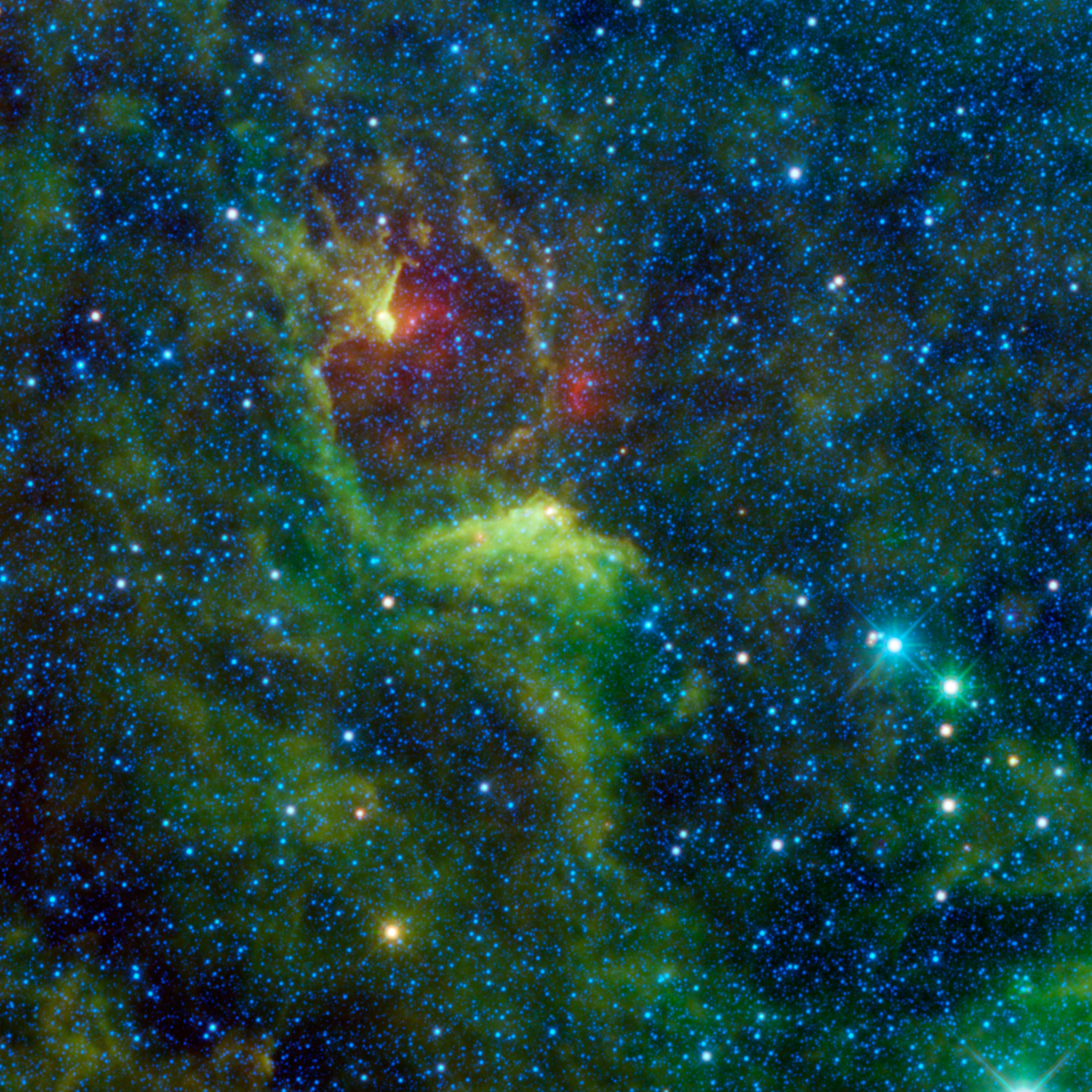
Epsilon Crucis è la stella a destra nell'immagine, a fianco della nebulosa IRAS 12116-6001. La stella appare di colore blu perché ripresa nel vicino infrarosso.

Epsilon Crucis è una gigante arancione di classe K3.5III; ha un'età di quasi 3 miliardi di anni, una massa 1,42 volte quella solare ed un raggio 33 volte superiore a quello della nostra stella. 
Epsilon Crucis è catalogata come variabile irregolare con la denominazione NSV 5568, anche se la variazione in luminosità pare non avere nessuna regolarità e nessun periodo è conosciuto.

## Cultura
ε Cru è riprodotta sulle bandiere dell'Australia, della Papua Nuova Guinea e delle Samoa come una delle 5 stelle che compongono la Croce del Sud. È anche raffigurata sulla bandiera del Brasile, assieme ad altre 26 stelle, ciascuna delle quali ne rappresenta uno Stato (ε Cru è associata allo Stato di Espírito Santo).